# Dovydas Nemeravičius
Dovydas Nemeravičius (Kaunas, 11 de diciembre de 1996) es un deportista lituano que compite en remo.
Ganó una medalla de oro en el Campeonato Mundial de Remo de 2017 y cinco medallas en el Campeonato Europeo de Remo entre los años 2016 y 2022.

## Palmarés internacional
| Campeonato Mundial | Campeonato Mundial        | Campeonato Mundial | Campeonato Mundial |
| Año                | Lugar                     | Medalla            | Prueba             |
| ------------------ | ------------------------- | ------------------ | ------------------ |
| 2017               | Sarasota (Estados Unidos) | Medalla de oro     | Cuatro scull       |
| Campeonato Europeo |                           |                    |                    |
| Año                | Lugar                     | Medalla            | Prueba             |
| 2016               | Brandeburgo (Alemania)    | Medalla de plata   | Cuatro scull       |
| 2017               | Račice (República Checa)  | Medalla de oro     | Cuatro scull       |
| 2018               | Glasgow (Reino Unido)     | Medalla de plata   | Cuatro scull       |
| 2020               | Poznań (Polonia)          | Medalla de bronce  | Cuatro scull       |
| 2022               | Múnich (Alemania)         | Medalla de bronce  | Doble scull        |